# Gregers Rode
Gregers Rode (født 17. februar 1906 på Frederiksberg, død 6. marts 1985) var en dansk teatermaler og scenograf. Han var søn af Edith og Helge Rode og bror til Asta Bang samt Mikal og Ebbe Rode.
Gregers Rode var under 2. verdenskrig i det små aktiv i modstandsarbejdet med bl.a. uddeling af illegale blade. For dette sad han i en periode interneret i Frøslevlejren.